# 404.01 (فلم مغربي)
404.01 هو فيلم مغربي من نوع الخيال العلمي، من اخراج يونس الركاب، صدر في 25 ديسمبر 2024. وانتاج محمد حفيظي وبطولة حسناء المومني، ناصر اقباب، عبد اللطيف شوقي، عبد النبي بنيوي، صالح بوراخ، حسناء الطمطاوي، فاروق ازنابط.

## القصة
تدور أحداث الفيلم حول الطبيبة الجراحة أمينة، التي تتلقى أوامر غامضة عبر موجة صوتية قادمة من المستقبل، تطلب منها تنفيذ مجموعة من المهام وتكشف لها عن أحداث قبل وقوعها. هذا الأمر يسبب لها حالة من القلق والارتباك، خاصة عندما تجد نفسها متورطة في جريمة قتل طفل. مع تطور الأحداث، تسعى أمينة لفهم حقيقة هذا الصوت ومواجهته، لتكتشف في النهاية أسباب استهدافها.

## طاقم العمل
- بطولة:
  - حسناء المومني
  - ناصر أقباب
  - عبد اللطيف شوقي
  - عبد النبي بنيوي
  - صالح بوراخ
  - حسناء الطمطاوي
  - فاروق أزنابط

- لإخراج: يونس الركاب
- السيناريو: محمد حفيظي
- الإنتاج: محمد الداغور، شركة نوميديا للإنتاج السمعي البصري[4]

## الإنتاج والتصوير
تم تصوير الفيلم في مدينة الدار البيضاء وضواحيها. استفاد الفيلم من دعم المركز السينمائي المغربي.

## العروض والمهرجانات
عُرض الفيلم لأول مرة في 20 ديسمبر 2024 في المركب السينمائي "ميغاراما" بمدينة الدار البيضاء. كما تم اختياره للمشاركة في المسابقة الرسمية للدورة الرابعة والعشرين من مهرجان الفيلم الوطني في طنجة.

## الاستقبال
حظي الفيلم بإشادة من النقاد والجمهور على حد سواء، نظرًا لتناوله موضوعًا غير مألوف في السينما المغربية، واعتُبر خطوة جريئة نحو استكشاف نوع الخيال العلمي في المشهد السينمائي المحلي.

## الجوائز
فاز "404.01" بالجائزة الكبرى لمهرجان ميدراس في الهند في مايو 2024، مما يعكس تقديرًا دوليًا لجودته وإبداعه.